# Sankt Leonhard bei Freistadt
Sankt Leonhard bei Freistadt är en ort och kommun i Österrike. Den ligger i distriktet Freistadt i förbundslandet Oberösterreich, 130 km väster om huvudstaden Wien. 
Kommunen består av 20 orter (Ortschaften) (inom parentes invånarantal 1 januari 2024):

- Dirnberg (17)
- Ennsedt (86)
- Freudenthal (46)
- Haid (46)
- Haslach (54)
- Herzogreith (48)
- Langfirling (94)
- Maasch (53)
- Oberarzing (22)
- Prandegg (0)
- Promenedt (47)
- Rebuledt (17)
- Rehberg (26)
- Reith (20)
- Sankt Leonhard bei Freistadt (615)
- Schwaighof (28)
- Stiftung (56)
- Unterarzing (35)
- Waltrasedt (15)
- Wenigfirling (14)